# Prisopus wolfgangjunki
Prisopus wolfgangjunki is een insect uit de orde Phasmatodea en de familie Prisopodidae. De wetenschappelijke naam van deze soort is voor het eerst geldig gepubliceerd in 2003 door Zompro.